# Ediciones de la Flor
Edições de la Flor é uma editora argentina, fundada em 1966 por Daniel Divinsky e Ana Maria Kuki Miler. É uma das poucas editoras  ainda independentes desse país. É conhecida por publicar obras de quadrinistas, tais como Fontanarrosa, Quino, Caloi e Liniers, além de publicar obras literárias como as de Rodolfo Walsh, Silvina Ocampo e Umberto Eco.

## História
A editora começou quando o advogado Divinsky e seu sócio jurídico Tito Finkelberg se uniram ao editor Jorge Álvarez para abrir uma livraria. Não tendo o capital necessário para a empresa, Álvarez sugeriu usar o dinheiro (300 dólares) para comprar direitos de publicação de livros.
Em 1967 de la Flor publica seu primeiro livro, a antologia Buenos Aires, de la fundación a la angustia,  incluindo relatos de Julio Cortázar, Rodolfo Walsh e David Viñas. Em 1970, Kuki uniu-se à editora e foi publicado o primeiro livro de tiras em quadrinhos de Mafalda, de Quino.

Entre 1977 e 1983, durante a ditadura militar argentina Divinsky e Kuki se exilaram na Venezuela, por terem publicado  Cinco dedos, um livro infantil considerado "subversivo" pelo governo.